# ミリオンゴッド 〜神々の系譜〜
『ミリオンゴッド 〜神々の系譜〜』（ミリオンゴッド かみがみのけいふ）は、2011年8月よりミズホが製造、ユニバーサルエンターテインメントが販売した5号機のパチスロ機。
2002年に販売された『ミリオンゴッド』（4号機、以下"先代"と称する）の後継機種にあたる。キャッチコピーは「神、再臨」。公式のプロモーションビデオで「この台は神である」と称している。
2013年1月より、スペック違いの『ミリオンゴッド 〜神々の系譜〜ZEUS Ver.（ゼウスバージョン）』が販売された。

## 概要
筐体上部に液晶、下部にドラムを備え、これは先代とは逆の配置となっている。
先代の『ミリオンゴッド』同様ボーナスを備えておらず（厳密にはチャンス目を出すためのシングルボーナスがあるが、出玉は増加しない）、「GOD GAME」と呼ばれるアシストリプレイタイム（ART）のみで出玉を増やす仕様である。
通常時は必ず順押ししなければならなかった先代に対し、本機は最初に左リールを停止させればよい（はさみ打ちが可能になった）。また1000円あたりの回転数も約25ゲームに増加したが、5号機の中では非常にコイン持ちの悪い機種といえる。
先代の激アツ役だったGOD揃い・赤7揃いは本機にも搭載されており、抽選確率はそれぞれ1/8192、1/3855である。GOD揃い時には「GOD GAME」5セット以上の当選が確定し、赤7揃い時には「GOD GAME」1セット以上の当選が確定する（先代は3セット以上だった）。なお、本機では赤7は一枚役ではなくリプレイとなっている。
通常ステージは「荒野ステージ」「湖ステージ」「神殿ステージ」の3種。荒野＜湖＜神殿の順に信頼度が上がり、後述「GOD GAME」終了後は神殿ステージに移行するため、ここでの引き戻しで再び「GOD GAME」突入も期待できる。
先代の演出に加え、チャンスボタン演出や台が振動する演出など、新たな演出も追加された。
尚、本作は同社初のユニメモ対応機種となっている。

### ART「GOD GAME」
「GOD GAME」は液晶の出目が「1・3・5・7・Vの3つ揃い」で成立する（このうち「777」は「GOD」揃いとなり、「VVV」は残り2セット以上のARTストックがあることを示唆する）。
1セット100ゲームであり、1セットあたりの獲得枚数は平均240枚である。先代が1セット50ゲームで獲得枚数が平均500枚であったのと比較すると、1セットあたりの獲得枚数は半分以下に減り、出玉スピードは先代のおよそ4分の1となっている。そのため、先代のような名の通りの「ミリオン」達成（等価交換で50,000枚以上放出）はほぼ不可能である。とはいえ、5号機のART機で、1ゲームあたり2.4枚という純増枚数はトップクラスであり、これまでの5号機ではまず成しえなかった20,000枚を超える放出は報告されている。
「GOD GAME」の抽選は内部モードに応じて毎ゲーム行われており、レア役当選（15枚役の中段・右上がり揃い、青7リプレイの中段揃いなど）は内部モードが高いほうへ移行しやすいため当選期待度が上がる。また先代では抽選に当たっても放出せず内部ストックされることがあったが、本機では当選後数ゲームの前兆を経て必ず放出される。
「GOD GAME」中は毎ゲームセット数の上乗せ抽選を行っている他、赤7揃い（ART中は特殊リプレイ）を引くと上乗せ高確ゾーンの「EXTRA GAME」に移行し、セット数上乗せとなる赤7揃いが高確率で当選する。
ステージは「オリンポス」「ポセイドン」「ゼウス」「GOD（GOD揃いのみ）」の4種。オリンポス＜ポセイドン（1つ以上のGGストックが確定＆「通常」または「天国準備」以上のモードが確定）＜ゼウス（1つ以上のGGストックが確定＆「天国ショート」以上のモードが確定）（GODは上述の通り、5セット確定）の順で次回継続期待度が高くなる。また、各ステージごとにBGMが異なり、ある条件を満たすと発生するプレミアムBGM（大量ストックを示唆する「アメイジング・グレイス」）も存在する。
ARTを終了するとチャンスゾーン「G-ZONE」に突入する。「3択押し順・黄7の取りこぼし目」を契機に、「銀コイン」のRT状態から、「金コイン」のチャンスゾーンに変化し、5ゲームの間に再び液晶の出目が当たると再び「GOD GAME」に突入する。5ゲーム消化後は神殿ステージに移行するが、まれに「金コイン」が復活することがあり、この場合は「GOD GAME」への再突入が確定する。

### ART「EXTRA GAME」
「GOD GAME」中に特殊リプレイの赤7リプレイを揃えると突入する。「EXTRA GAME」中は背景が夜になり赤7揃い（および、フェイク赤7）の当選確率が通常の350倍と大幅に高くなる。「5ゲーム間での特殊役の複数成立」による特殊抽選の恩恵も受けられる可能性が高く、予想以上の大量ストック数上乗せも期待できる。赤7が揃わなくても上乗せされることもあるが、毎ゲーム転落抽選を行っているため、転落抽選に当選（右下がりリプレイ）すると通常の「GOD GAME」に転落してしまう。

## ミリオンゴッド 〜神々の系譜〜ZEUS Ver.
バージョン違いとなる『ミリオンゴッド 〜神々の系譜〜ZEUS Ver.』（ミリオンゴッド かみがみのけいふ ゼウスバージョン）は、2013年1月よりエレコが製造、ユニバーサルエンターテインメントが販売した。
基本的なゲーム性は前作とほぼ同じだが、変更点は多岐にのぼる。以下、代表的な所を挙げる。
- 筐体の変更。「バジリスク 〜甲賀忍法帖〜II」と同じく上部にウーハーが設けられた。ウーハーからの鳴動を伴う場合は大当たりの期待が高まる。また右側に「GODボタン」が設置され、演出中やGODを揃えた直後のリールストップ時にボタンを押下すると、画面消灯フリーズの発生やリールフラッシュが発生する。
- 電源ON時のいわゆる朝一液晶出目が「324（ミズホ・前作のメーカー）」から「123」に変更された。
- 黄7揃いの払い出し枚数が15枚から9枚に、斜め揃いは6枚に減少した。「GOD」揃いは8枚の払い出しである。払い出しの減少分を小役の成立確率を上げることで補っているが、ART中の純増枚数は約2.2枚と若干減少した。
- 通常時・GOD GAME時を問わず、赤7成立時の一部において「スローセブン」演出が追加された。前作からある「？」ナビの画面に似ているが、赤を基調とした暗めの明るさのものとなっており、さらには一定時間リールがゆっくりと回転しフリーズ状態となる。この時点でGOD GAME突入が確定、さらに押し順が正解すれば通常からでも直接EXTRA GAMEがスタートする。ナビが発生する場合もあり、この場合はEXTRA GAMEが確定する。
- リプレイに対応した演出が「アルテミスの矢」から「アポロンの竪琴」演出に変更。アポロンの竪琴演出時にリプレイはずれが頻発した場合は、GOD GAMEのゲーム数が200ゲームスタートを選択されやすくなる。一度でも200ゲームスタートを選択されれば、その後も200ゲームスタートを選択される可能性が高い。
- 「天空の扉」演出は従来からの赤色扉に加えて金色扉の演出も追加された。
- 抽選システムが変更され、裏モードという概念がなくなった。また、天国モードはGOD GAME中にしか移行しないが、一度天国モードに上がるとGOD GAME中に転落することはない。
- GOD GAMEのゲーム数が1セット100 or 200ゲームになる。
- 100ゲームスタート選択時のオリンポスステージのBGMが変更されたが、200ゲームスタートの際は前作のBGMが流れる。準備状態から流れればそのセットの200ゲームスタートが確定となる（他のステージのBGMは100ゲーム、200ゲーム問わず前作と同一）。
- 「GOD」揃いの内容がGOD GAME 5セット以上から500ゲーム＋1セット以上に変更された。また液晶の出目が「777」でなくても（例えば448などバラバラな数字でも）GOD揃いが発生することがある。
- GOD GAME中はセット数に加え、ゲーム数の上乗せも行われるようになった（10 - 300ゲーム）。上乗せしたゲーム数はセット数上乗せ抽選確率を示唆しており、10ゲーム上乗せなら10%でセット数上乗せが期待出来る。100ゲーム以上の上乗せはセット数の上乗せが確定する。
- G-ZONEはGOD GAME終了後直ちに移行し、RT状態のまま消化する。画面上のコインがなくなった（5ゲーム消化）後、黄７揃いをとりこぼすと神殿ステージに移行するが、この間にレア役が成立した時の抽選で、コインが復活する「プレミアムG-ZONE」へ移行する事がある。GOD GAME復帰が確定する上、モードアップなどの期待が大きく高まる。
- 天井（GOD GAME間約1400ゲーム）直前（1200ゲームから天井までが目安となる）でGOD GAMEに当選し、なおかつ1セット（単発）で終了した場合、1/2で天井が300ゲームに短縮される救済機能を搭載した。
- 2014年2月から、新作『アナザーゴッドハーデス - 奪われたZEUS Ver.』が稼動している。

## アプリ
スマートフォン向けアプリとして神々の系譜版、ZEUSVerともに販売されている（ZEUSVerに関しては、お試し無料版あり）。